# 浅川雅嗣
淺川雅嗣（日语：／ Asakawa Masatsugu，1958年1月25日—），是日本財務官僚，亞洲開發銀行總裁。

## 簡歷
淺川雅嗣曾就讀靜岡縣立靜岡高等學校，東京大學經濟學部（貝塚討論發表會）畢業後，進入大藏省（關稅局國際第一課）。
2013年6月28日任總括審議官。2014年7月4日任國際局長。2015年7月7日任財務官。2019年7月辭職後，於2020年1月任亞洲開發銀行總裁。

## 大事紀
- 1981年4月：大藏省入省[1]。
- 1983年4月：留學（美・普林斯頓大學）。
- 1985年：主稅局國際租稅課。
- 1987年：廿日市稅務署長。
- 1988年7月：國際金融局國際機構課長補佐。
- 1989年11月：派遣職員（亞洲開發銀行）。
- 1992年7月：理財局總務課長補佐。
- 1993年7月：理財局資金第二課長補佐。
- 1994年7月：主計局主計官補佐（運輸第一，二，三係主查）。
- 1996年7月：主計局付（派遣職員・國際貨幣基金組織）。
- 2000年7月：國際局國際收支課亞洲貨幣室長。
- 2001年1月6日：財務省國際局國際收支課亞洲貨幣室長。
- 2001年7月：國際局地域合作課長。
- 2002年7月：主稅局國際租稅課長。
- 2004年7月：國際局匯兌市場課長。
- 2006年7月：國際局開發政策課長。
- 2007年7月：國際局總務課長。
- 2008年7月：大臣官房參事官（副財務官）。
- 2008年9月：內閣總理大臣秘書官。
- 2009年9月：大臣官房參事官（副財務官，大臣官房，主稅局擔當）。
- 2011年4月：大臣官房審議官（副財務官，大臣官房，主稅局擔當）。
- 2011年6月：經濟開發合作機構租稅委員會議長[2]。
- 2012年8月：國際局次長。
- 2012年12月26日：大臣官房付，（命）麻生財務大臣秘書事務處理，（併）內閣官房（命）麻生國務大臣秘書官事務處理。
- 2013年6月28日：大臣官房總括審議官。
- 2014年7月4日：國際局長。
- 2015年7月7日：財務官。
- 2019年7月5日：辭職。
- 2019年7月：內閣官房參與（國際金融擔當） 兼 財務省顧問。